# Doceañistas

Les doceañistas (« ceux de l’année 12 ») sont les libéraux espagnols (es) qui participèrent aux Cortes de Cadix et approuvèrent la Constitution de 1812, d’où ils tirent leur nom — qui ne leur fut appliqué que rétrospectivement —. Durant le Triennat libéral, la plupart d’entre eux adoptèrent des positions plus conservatrices, si bien que doceañista désigna alors les modérés — dont les principales figures comme le comte de Toreno, Agustín Argüelles ou Diego Muñoz Torrero faisaient partie des libéraux de 1812 —. Pour les qualifier, l’expression fracción templada (« fraction tempérée ») est également employée. Leurs opposants, les libéraux « exaltés » du Triennat, furent également nommé « veinteañistas » pour les différencier des doceañistas les plus modérés.